# Kartuzja w Garegnano
Kartuzja w Garegnano (wł. Certosa di Garegnano) — zabytkowy klasztor położony na północno-zachodnim przedmieściu Mediolanu, przez większość swojego istnienia znajdujący się na obszarze wiejskim.

## Historia
Klasztor został założony 19 września 1349 r. przez Giovanniego Visconti, biskupa i Pana Mediolanu. Latem 1357 r. w kartuzji gościł Francesco Petrarca. Zespół budynków klasztoru w chwili powstania położony był tylko 4 kilometry od murów miejskich Mediolanu, na przedmieściu Garegnano i w założeniu fundatora miał zapewnić mnichom możliwość prowadzenia życia w izolacji od zgiełku świata doczesnego, jak również miał pozwolić na odosobnienie arcybiskupowi, który będąc także feudałem świeckim nie mógł żyć w pełnej zgodzie z zasadami życia duchownego, jakich wymagało pełnienie funkcji kościelnej.
Prace nad budową klasztoru zostały w większości zakończone po 1352 r., chociaż kościół klasztorny poświęcono dopiero w 1367 r. Jednym z przeorów klasztoru został Stefano Maconi, który dzięki wpływom żony Gian Galeazza Viscontiego został jednym z pierwszych przeorów kartuzji w Padwie. W przeciągu XV w. Luchino Visconti dokonał licznych donacji na rzecz cały czas wykańczanego klasztoru, który w międzyczasie został poddany rozbudowie, zaś w samym kościele klasztornym dodano kilka nowych ołtarzy.
Klasztor poświęcony Madonnie został zbudowany w środku lasu Bosco della Merlata, który był terenem znacznej aktywności przestępców, którzy w nocy 23 kwietnia 1449 r. zaatakowali i splądrowali kartuzję pozbawiając ją wszystkich kosztowności.
Po napadzie w klasztorze często gościły ważne postacie ówczesnego życia politycznego i religijnego takie jak św. Bernardyn ze Sieny, św. Karol Boromeusz czy król hiszpański Filip IV. Klasztor cieszył się dużą popularnością do momentu jego zniesienia w 1779 r. Podczas wojen napoleońskich klasztor pełnił funkcję koszar dla wojsk francuskich; po restauracji władzy austriackiej budynki przywrócono do celów kultu religijnego. W XIX w. w klasztorze złożył wizytę Lord Byron, na którym ogromne wrażenie wywarły freski, o których poeta rozpisywał się w jednym ze swoich listów.

## Architektura
Zasadnicza część klasztoru wpisuje się w tradycję budowlaną XVI i XVII w.; kościół opacki został w 1562 r. poddany przebudowie w duchu późnorenesansowym, zaś na początku XVII w. wzbogacił się o atrium z westybulem w stylu klasycyzującego baroku. Fasada kartuzji nie jest jednorodna stylowo i reprezentuje mieszankę elementów pośrednich między renesansem i barokiem; w dekoracji fasad wykorzystano wiele posągów, obelisków, fryzów i motywów płomieni. Kompozycja fasady składa się z trzech pięter ujętych w zdublowane lizeny korynckie rozdzielające rozmaite nisze i pola z wizerunkami świętych i biskupów.
We wnętrzu w obrębie absydy nad sufitem góruje ośmiokątne tyburium, podczas gdy cały kościół posiada jedną nawę sklepioną beczkowo (dzieło Vincenza Seregni); całą powierzchnię sklepienia pokrywa duży zespół geometrycznych podziałów stiukowych. Słynny jest cykl malarski wykonany przez Simone Peterzano, nauczyciela Caravaggia w 1578 r. oraz przez Daniele Crespi w 1629 r. W sali kapitularnej zachował się na sklepieniu uznawany za wyjątkowo piękny fresk przedstawiający św. Michała pędzla Bernardo Zenale z początku XVI w..
Jakkolwiek klasztor został poważnie okaleczony po sekularyzacji, a zwłaszcza w okresie okupacji napoleońskiej i obecnie przylega do niego wiadukt łączący Autostrada dei Laghi i autostradę A4 Torino-Venezia nadal pozostaje obiektem dużego zainteresowania.